# ムスカゾン
ムスカゾン（英語: Muscazone）は、向精神作用のある毒物である。ヨーロッパに自生するベニテングタケに含まれるアミノ酸として自然界に存在する。
摂取により、視覚障害、精神錯乱、記憶喪失を引き起こす。

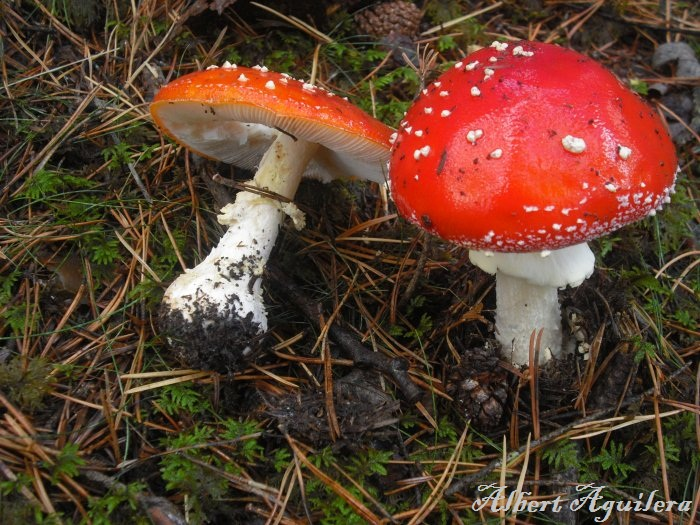
ムスカゾンを含むベニテングタケ